# Известия Нежинского историко-филологического института Князя Безбородко
Известия Нежинского историко-филологического института Князя Безбородко (Извѣстія Историко-филологическаго института князя Безбородко въ Нѣжинѣ) — історико-філологічний альманах, що видавався з 1877 по 1916 рік Ніжинським історико-філологічним інститутом князя Безбородька у містах Ніжин, Київ і Москва. 

## Опис
У даному виданні публікувалися наукові дослідження з філології, історії, психології та права. Історична частина альманаху охоплювала широку тематику студій з актуальних на той час проблем, зокрема з історії Стародавнього Риму (автори: І. Турцевич, В. Піскорський, П. Люперсольський), православ'я (автори: М. Лілеєв, М. Казмінський) і слов'янознавства (автори: В. Качановський, А. Будилович, М. Бережков).

## Перелік випусків
- Известия Историко-филологического института князя Безбородко в г. Нежин за 1877 г.
- Известия Историко-филологического института князя Безбородко в г. Нежин за 1878 г.
- Известия Историко-филологического института князя Безбородко в г. Нежин за 1879 г.
- Известия Историко-филологического института князя Безбородко в г. Нежин за 1879 г. Том IV. Выпуск 1
- Известия Историко-филологического института князя Безбородко в г. Нежин за 1881 г. Том VI
- Известия Историко-филологического института князя Безбородко в г. Нежин за 1882 г. Том VIІ
- Известия Историко-филологического института князя Безбородко в г. Нежин за 1884 г. Том ІХ
- Известия Историко-филологического института князя Безбородко в г. Нежин за 1885 1886. Том Х
- Известия Историко-филологического института князя Безбородко в г. Нежин за 1887 - 1889 г. Том ХI
- Известия Историко-филологического института князя Безбородко в г. Нежин за 1893 г. Том ХІI
- Известия Историко-филологического института князя Безбородко в г. Нежин за 1894 г. Том ХІІI
- Известия Историко-филологического института князя Безбородко в г. Нежин за 1895 г. Том ХІV
- Известия Историко-филологического института князя Безбородко в г. Нежин Том ХV
- Известия Историко-филологического института князя Безбородко в г. Нежин Том ХVІ
- Известия Историко-филологического института князя Безбородко в г. Нежин Том ХVІІІ
- Известия Историко-филологического института князя Безбородко в г. Нежин Том ХІХ
- Известия Историко-филологического института князя Безбородко в г. Нежин Том ХХІ
- Известия Историко-филологического института князя Безбородко в г. Нежин Том ХХІІ
- Известия Историко-филологического института князя Безбородко в г. Нежин Том ХХІІІ

## Праці
1. La Geographie d'Edrisi traduité de l'arabe en francais d'apres deux manuscrits de la bibliotheque du Roi et accompagnué de notes par Amedee Jaubert, vol. 1–2. Paris, 1836–40
2. Opus Geographicum sive Liberad eorum delectationis qui terras peragrare studeant, fasc. 1–6. Neapoli–Romae, 1970–76.